# Bátovce
Bátovce (deutsch Frauenmarkt, ungarisch Bát) ist eine Gemeinde in der Westslowakei. Sie liegt inmitten des Talkessels Bátovská kotlina am Fluss Sikenica, etwa 14 km von Levice entfernt.

## Geschichte
Die Gemeinde wurde schon im 11. Jahrhundert indirekt beschrieben, aber zum ersten Mal 1267 schriftlich als villa Bat erwähnt. Der Ort bekam schnell die Stadtrechte verliehen und wurde später zur Königlichen Freistadt erhoben. Deutsche Kolonisten betrieben hier Bergbau; jedoch wurde die Entwicklung durch Türkeneinfälle, schlechte Erträge aus dem Bergbau und dem parallel dazu betriebenen Weinbau gestoppt. Die deutsche Bevölkerung wanderte ab oder wurde slowakisiert. 1876 wurde die Stadt von einer Königlichen Freistadt zum einfachen Dorf herabgestuft. Bis 1918 war der Ort Sitz der Stuhlbezirksverwaltung innerhalb des ungarischen Komitats Hont.

## Bevölkerung
| Jahr                | 1994 | 2004    | 2014    | 2024    |
| ------------------- | ---- | ------- | ------- | ------- |
| Anzahl der Personen | 1053 | 1080    | 1110    | 1180    |
| Unterschied         |      | +2,56 % | +2,77 % | +6,30 % |

| Jahr                | 2023 | 2024    |
| ------------------- | ---- | ------- |
| Anzahl der Personen | 1189 | 1180    |
| Unterschied         |      | −0,75 % |

## Sehenswürdigkeiten
- evangelische neogotische Kirche von 1873 mit frei stehendem Kirchturm
- katholische Kirche mit Wurzeln im 13. Jahrhundert, 1730 barockisiert

Zur Gemeinde gehört auch der südlich gelegene Ortsteil Jalakšová; dieser wurde 1944 eingemeindet. Von 1895 bis 1972 war auch Kmeťovce, seit 1973 ein Gemeindeteil von Drženice, ein Teil des Ortes.
Der deutsche Name des Ortes soll sich aus der Besatzungszeit unter den Türken ableiten; diese trieben hier im Ort die Frauen aus der Gegend zusammen und verkauften sie als Sklaven.